# Estado de Ngarchelong
Ngarchelong es un estado de Palaos, localizado en el extremo norte de la isla de Babeldaob. Tiene una extensión de 10 km² y una población de 488 habitantes (en 2005). Su capital es la villa de Imeong.
Es un sitio histórico y arqueológico muy importante, ya que se encuentran antiguos monolitos de piedra de origen misterioso. 
Para llegar desde Koror se necesita alquilar un jeep y recorrer un trayecto de unas tres horas de duración aproximadamente.

## Demografía
El estado tiene una población de algo menos de 500 personas, lo que lo convierte en el quinto más poblado de los dieciséis estados de Palaos, aunque ocupa el decimotercer lugar en cuanto a superficie (con sólo unos 10 kilómetros cuadrados). La ciudad de Mengellang es la capital del estado y se encuentra al sur del mismo. Mengellang y Ollei son los principales centros de población del estado.

## Política y Gobierno
El estado de Ngarchelong, con menos de 350 habitantes, tiene un jefe ejecutivo elegido,  gobernador. El estado también tiene una legislatura elegida cada dos años. La población del estado elige a uno de los miembros de la Cámara de Delegados de Palaos.

## Cultura
Ngarchelong es un importante lugar histórico y ha sido objeto de excavaciones arqueológicas.
En Ngarchelong se encuentran antiguos monolitos de piedra muy famosos en el país. La religión tradicional local consideraba estos monolitos de piedra como un lugar de oración sagrado. Hay otros monolitos de piedra en las islas y sus alrededores, pero no se ven tantos como en Ngarchelong.

## Educación
El Ministerio de Educación gestiona algunas escuelas públicas.

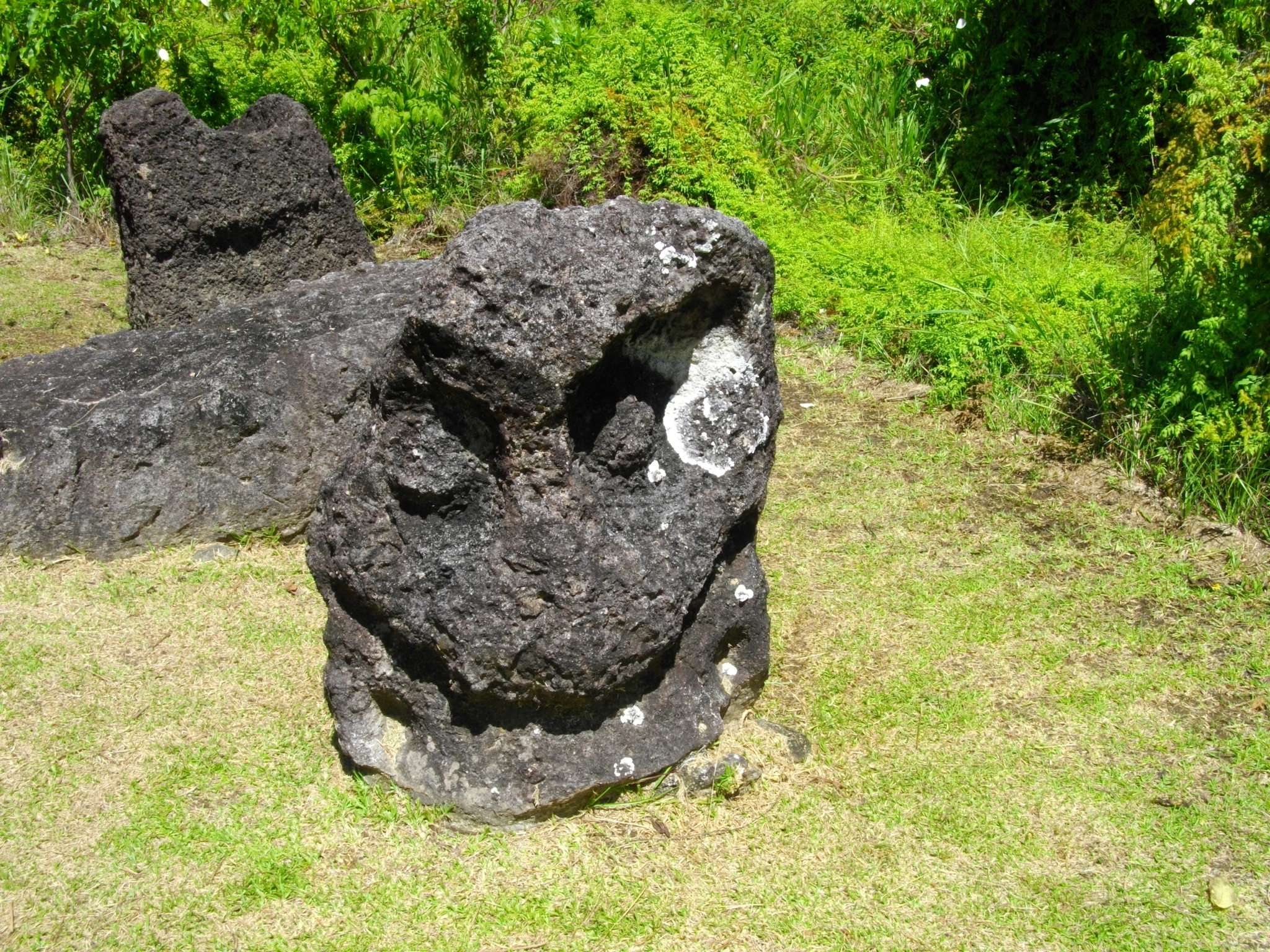
Ejemplos de los Monolitos con rostros humanos que se encuentran en el estado

La escuela primaria de Ngarchelong, establecida en 1947, se trasladó a su actual emplazamiento en Bai ra Mengellang desde el lugar original en el bai comunitario de la aldea de Yebong en 1953. El edificio actual se inauguró en 1964. En él se impartían clases a los alumnos de Choll. La Escuela Primaria de Ngaraard, en Ngaraard, prestaba servicio anteriormente a Ngarchelong.
La Escuela Secundaria de Palau, en Koror, es la única escuela secundaria pública del país, por lo que los niños de esta comunidad acuden a ella.